# 정주시
정주시(定州市)는 조선민주주의인민공화국 평안북도 남부 지역에 있는 시이다. 본래 정주군이었다가 1994년에 시로 승격했다.

## 지리
서쪽으로 곽산군, 북쪽으로 구성군, 북동쪽으로 태천군, 동쪽으로 운전군과 접한다.
북쪽에는 산간 지역이 있지만 대부분 낮은 구릉과 평야 지대로 이루어져 있다. 남쪽 해안을 따라 정주평야가 펼쳐져 있다. 황해 쪽으로 해안과 접하여 부속 섬도 딸려 있다.
조선시대에 북쪽 국경 수비를 위해 축조한 정주읍성이 남아 있다.

## 역사
평양으로부터 북쪽의 신의주로 향하는 길에 위치한다. 고려시대에 이 곳의 사람들은 몽골의 침공에도 굴복하지 않았고 그 공적으로 1231년에 정원대도호부로 승격되었다. 조선시대에는 정주목이었고, 19세기 초에는 조선 후기 최초의 대규모 반란 사건인 홍경래의 난이 정주성에서 종결되었다. 유기의 생산지로 알려져 상업이 발달했다.
| Daedongyeojido (Gyujanggak) 08-05.jpg | Daedongyeojido (Gyujanggak) 08-04.jpg |
|                                       |                                       |

- 1895년 - 23부제 하에서 의주부 정주군이 되었다.
- 1896년 - 13도제 하에서 평안북도의 도관찰사(도청) 소재지였다.
- 1905년 - 경의선이 개통하였다.
- 1907년 - 오산학교가 설립되었다.
- 1914년 - 곽산군의 대부분을 편입하였다.
- 1931년 4월 1일 - 정주면이 정주읍으로 승격하였다.[2]
- 1939년 - 평북선이 개통하였다.
- 1952년 12월 - 곽산군을 분리, 정주군을 재편성하였다(1면 22리).
- 1994년 - 정주읍이 정주시로 승격하였다.

## 산업
시의 약 40퍼센트가 숲이다. 대부분 소나무로 이루어져 있다. 과수원 농사와 논농사가 주요 산업이며 밤이 특산물로 유명하다. 또한 전통산업으로서 유기 생산이 유명했다.

## 교통
철도는 평의선과 평북선이 지나간다.

## 행정 구역
| 14동 : - 성남동 (城南洞) - 북장동 (北將洞) - 역전동 (驛前洞) - 달천동 (㺚川洞) - 서주동 (西州洞) - 삼마동 (三馬洞) - 상단동 (上端洞) - 신천동 (新川洞) - 오산동 (五山洞) - 오룡동 (五龍洞) - 고현동 (高峴洞) - 룡포동 (龍浦洞) - 애도동 (艾島洞) - 남철동 (南鐵洞) | 18리 : - 서호리 (西湖里) - 보산리 (寶山里) - 남호리 (南湖里) - 남양리 (南陽里) - 월양리 (月陽里) - 침향리 (沈香里) - 신봉리 (新峯里) - 세마리 (細馬里) - 일해리 (逸海里) - 흑록리 (黑麓里) - 대산리 (大山里) - 석산리 (石山里) - 오성리 (五星里) - 원봉리 (圓峯里) - 대송리 (大松里) - 신안리 (新安里) - 암두리 (岩頭里) - 독장리 (獨將里) |

## 인물
- 통일교 창시자 문선명
- 시인 백석 (백기행)
- 백인제병원 설립자 백인제
- 소설가, 언론인 선우휘
- 소설가 이광수
- 국가유공자 이명수
- 독립운동가 조현균
- 기업인 최태섭
- 고려대 총장 현상윤
- 조선일보 전 사장 방응모

## 여담
정주시는 북한에 있는 지역 명칭이고 정읍시는 남한의 행정구역 명칭이다. 대한민국에 있는 정주시는 정읍군과 통합하여 현재의 정읍시가 성립되었다. 1994년에 북한 정주시가 군에서 시로 정식 승격했기 때문에 혼동할 여지가 있었던 1년 간 명칭을 놓고 순천시처럼 괄호에 전라남도 등을 넣는 식으로 해야 하는 혼선이 빚어지기도 했다.

## 참고 문헌
- Dormels, Rainer. North Korea's Cities: Industrial facilities, internal structures and typification. Jimoondang, 2014. ISBN 978-89-6297-167-5